# Windrose Airlines
Wind Rose Aviation company es una aerolínea ucraniana con sede en Kiev. Su base principal es el Aeropuerto Internacional de Boryspil. Opera vuelos chárter desde las principales ciudades de Ucrania a varios destinos. 

## Historia
La aerolínea se estableció en 2003 para proporcionar vuelos chárter a destinos en Europa y Oriente Medio. Es muy probable que forme parte del Grupo Privat del multimillonario Íhor Kolomoiski, que también era propietario de PrivatBank antes de su nacionalización, Ukraine International Airlines, así como de las aerolíneas Cimber Sterling, Donbassaero, Dniproavia y AeroSvit, que antes eran de su propiedad y ahora ya no existen.
En 2006, se iniciaron los vuelos regulares a Moscú y Kaliningrado en Rusia. En 2008, la compañía amplió su red de rutas, para luego reducirla drásticamente. Desde 2008, Windrose Airlines se ha centrado en los vuelos chárter. Desde 2010 hasta la actualidad, la aerolínea ha tenido licencia para operar vuelos regulares, en caso de que surgiera la necesidad. La aerolínea fue la primera en realizar vuelos con sus aviones basados en varios aeropuertos de Ucrania.
En diciembre de 2019, la empresa cambió de marca. En junio de 2020, la compañía inició vuelos nacionales en Ucrania.
Como resultado de la invasión rusa de Ucrania el 24 de febrero de 2022, la compañía suspendió todos los vuelos, declarando que "debido a la imposición de la ley marcial en el país, Windrose suspenderá los vuelos indefinidamente, pero nos mantendremos en contacto".
A partir de marzo de 2024, Windrose Airlines opera vuelos chárter bajo contrato con FlyOne desde destinos como Tiflis, Ereván y Chisináu.

## Destinos
Wind Rose Aviation opera vuelos chárter desde y hacia los siguientes destinos:
| Países    | Destinos        | Aeropuertos                                 | Notas          |
| --------- | --------------- | ------------------------------------------- | -------------- |
| Bulgaria  | Burgas          | Aeropuerto de Burgas                        | Estacional     |
| Bulgaria  | Sofía           | Aeropuerto de Sofía                         |                |
| Croacia   | Dubrovnik       | Aeropuerto de Dubrovnik                     | Estacional     |
| Croacia   | Pula            | Aeropuerto de Pula                          | Estacional     |
| Croacia   | Split           | Aeropuerto de Split                         | Estacional     |
| Croacia   | Zagreb          | Aeropuerto de Zagreb-Franjo Tuđman          |                |
| Egipto    | Sharm el-Sheij  | Aeropuerto Internacional de Sharm el-Sheij  | Estacional     |
| Eslovenia | Liubliana       | Aeropuerto de Liubliana                     |                |
| Grecia    | Rodas           | Aeropuerto Internacional de Rodas-Diágoras  | Estacional     |
| Serbia    | Belgrado        | Aeropuerto de Belgrado-Nikola Tesla         |                |
| Turquía   | Bodrum          | Aeropuerto de Milas-Bodrum                  | Estacional     |
| Ucrania   | Dnipró          | Aeropuerto Internacional de Dnipró          | Hub secundario |
| Ucrania   | Ivano-Frankivsk | Aeropuerto Internacional de Ivano-Frankivsk |                |
| Ucrania   | Járkov          | Aeropuerto Internacional de Járkov          |                |
| Ucrania   | Leópolis        | Aeropuerto Internacional de Leópolis        |                |
| Ucrania   | Nicolaiev       | Aeropuerto Internacional de Nicolaiev       | Estacional     |
| Ucrania   | Odesa           | Aeropuerto Internacional de Odesa           |                |
| Ucrania   | Uzhgorod        | Aeropuerto Internacional de Uzhgorod        |                |
| Ucrania   | Zaporiyia       | Aeropuerto Internacional de Zaporizhia      |                |

## Flota

### Flota actual
La flota Windrose Airlines incluye las siguientes aeronaves:
| Aeronaves        | En servicio | Pedidos | Pasajeros (clase única)                              | Matrículas                                           | Antigüedad                                           |
| ---------------- | ----------- | ------- | ---------------------------------------------------- | ---------------------------------------------------- | ---------------------------------------------------- |
| ATR 72-600       | 5           | —       | 72                                                   | UR-RWA                                               | 10,1 años                                            |
| ATR 72-600       | 5           | —       | 72                                                   | UR-RWE                                               | 9,9 años                                             |
| ATR 72-600       | 5           | —       | 72                                                   | UR-RWF                                               | 9,4 años                                             |
| ATR 72-600       | 5           | —       | 70                                                   | UR-RWC                                               | 7,2 años                                             |
| ATR 72-600       | 5           | —       | 70                                                   | UR-RWD                                               | 7 años                                               |
| Airbus A320-200  | 1           | —       | 180                                                  | UR-WRW                                               | 22,2 años                                            |
| Airbus A321-200  | 4           | —       | 218                                                  | UR-WRJ                                               | 21,9 años                                            |
| Airbus A321-200  | 4           | —       | 218                                                  | UR-WRH                                               | 19,5 años                                            |
| Airbus A321-200  | 4           | —       | 218                                                  | UR-WRI                                               | 18,8 años                                            |
| Airbus A321-200  | 4           | —       | 212                                                  | UR-WRX                                               | 17,5 años                                            |
| Boeing 737-800   | 1           | —       | 186                                                  | UR-PSF                                               | 12,5 años                                            |
| Boeing 737-900ER | 1           | —       | 189                                                  | UR-PSI                                               | 11,3 años                                            |
| Embraer E-190    | 1           | —       | 104                                                  | UR-EMA                                               | 13 años                                              |
| Total            | 13          | —       | Edad media de la flota (octubre de 2024): 13,9 años. | Edad media de la flota (octubre de 2024): 13,9 años. | Edad media de la flota (octubre de 2024): 13,9 años. |

### Flota histórica
| Aeronaves                 | Total | Introducido | Retirado | Matrículas                                              |
| ------------------------- | ----- | ----------- | -------- | ------------------------------------------------------- |
| Airbus A330-200           | 2     | 2013        | 2022     | UR-WRQ y EC-MTU                                         |
| Antonov An-24RV           | 1     | 2007        | c. 2010  | UR-WRA                                                  |
| Boeing 737-400            | 1     | 2008        | 2008     | SP-LLI                                                  |
| Embraer E-195AR           | 2     | 2009        | 2013     | UR-WRG y UR-WRF                                         |
| Embraer ERJ-145           | 7     | 2017        | 2021     | UR-DNB, UR-DNG, UR-DNT, UR-DNF, UR-DNR, UR-DNP y UR-DPB |
| Hawker 800                | 3     | c. 2010     | c. 2022  | UR-WRR, UR-PRT y UR-WRS                                 |
| McDonnell Douglas DC-9-51 | 1     | 2008        | 2008     | UR-CCK                                                  |
| McDonnell Douglas MD-82   | 3     | 2008        | 2012     | UR-CEW, UR-CDA (rrg. UR-WRE) y UR-CDI                   |
| McDonnell Douglas MD-83   | 2     | 2008        | 2014     | UR-WRB y UR-CJU                                         |